# Vlajka Madeiry

Madeirská vlajka
Poměr stran: 2:3

Vlajka Madeiry, portugalského autonomního regionu, je tvořena listem o poměru stran 2:3 se třemi svislými pruhy: modrým, žlutým a modrým. Uprostřed žlutého pruhu je bílo-červený kříž rytířů Kristova řádu.
Modrá a žlutá jsou madeirské barvy: modrá symbolizuje Atlantský oceán obklopující ostrov, ale i krásu, jasnost a klid. Žlutá připomíná příhodné podnebí, ale také bohatství, sílu, víru a jednotu. Kříž rytířů Kristova řádu symbolizuje madeirský separatismu.

## Historie
Vlajka byla přijata 12. září 1978.

## Vlajky madeirských samosprávných celků

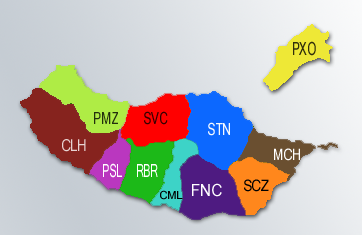
Madeirské samosprávné celky

Madeira se člení na jedenáct samosprávných celků. Všechny leží na ostrově Madeira, krom Porto Santo, který je shodný se stejnojmenným ostrovem.

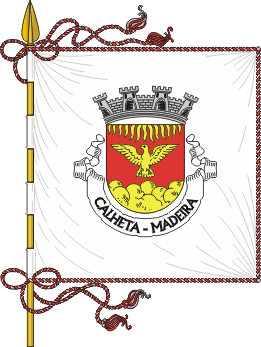
Calheta (CLH) Poměr stran: 1:1
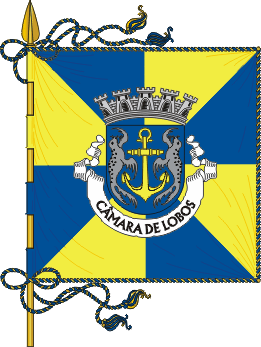
Câmara de Lobos (CML) Poměr stran: 1:1
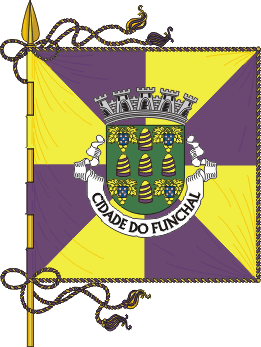
Funchal (FNC) Poměr stran: 1:1
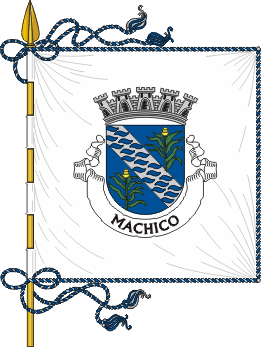
Machico (MCH) Poměr stran: 1:1
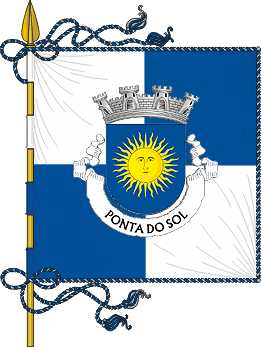
Ponta do Sol (PSL) Poměr stran: 1:1
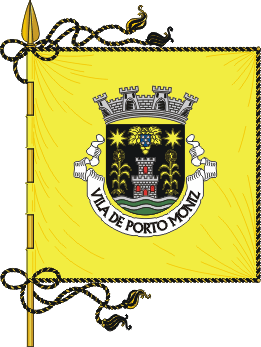
Porto Moniz (PMZ) Poměr stran: 1:1
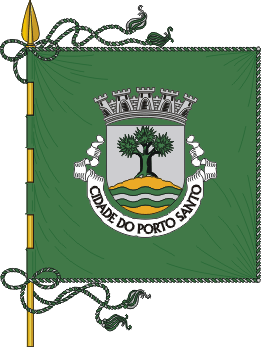
Porto Santo (PXO) Poměr stran: 1:1
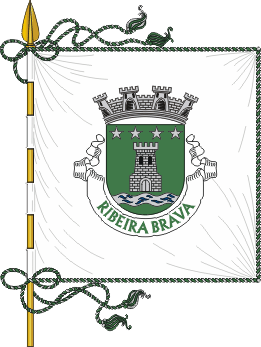
Ribeira Brava (RBR) Poměr stran: 1:1
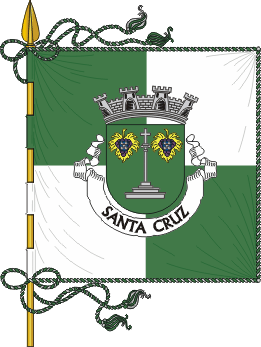
Santa Cruz (SCZ) Poměr stran: 1:1
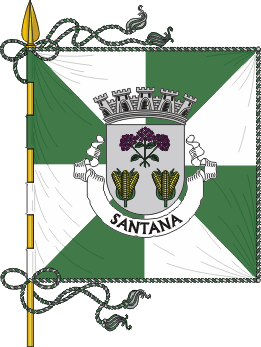
Santana (STN) Poměr stran: 1:1
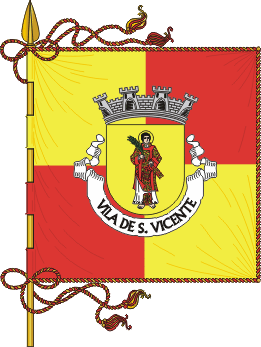
São Vicente (SVC) Poměr stran: 1:1